# دون خوان دي ماركو (فلم)
دون خوان دي ماركو (بالإنجليزية: Don Juan DeMarco) هو فيلم درامي كوميدي رومانسي أمريكي لعام 1995، بطولة مارلون براندو وجوني ديب وفاي دوناواي، يعتمد الفيلم على مصدرين، الأول قصة قصيرة للمخرج وكاتب السيناريو جيريمي ليفين «دون خوان ديماركو وسنترفولد» وتغير الأسم قبل إصدار الفيلم بوقت قصير، والمصدر الثاني هو رواية  اللورد بايرون في نسخته عن أسطورة دون خوان القديمة. حصل جوني  ديب على جائزة (دائرة نقاد لندن للأفلام  London Film Critics Circle Award) لأفضل ممثل، أما أغنية الفيلم (هل أحببت يوما بصدق امرأة?Have You Ever Really Loved a Woman) التي إشترك في كتابتها وغناها الكندي برايان آدمز، فقد ترشحت لجوائز الأوسكار والجرامي والغولدن غلوب لأفضل أغنية.

## طاقم الممثلين
مارلون براندو: في دور الدكتور جاك ميكلر (دون اكتافيو دي فلوريس)
جوني ديب: في دور دون خوان (جون ارنولد دي ماركو)
فاي دوناواي: في دور ماريلن ميكلر
جيرالدين بيلهاس: في دور دونيا آنا
بوب ديشي: في دور الدكتور بول شوالتر
فرانس لوز: في دور دون أنتونيو
راشيل تيكوتن: في دور دونيا اينس
تايزا سوتو: في دور دونيا خوليا
توم ليستر جونيور: في دور روكو كومبيتون
ريتشارد سارافيان: في دور المفتش توبياز
تيريزا هاجيز: في دور الجدة دي ماركو
ستيفن سينجر: في دور الدكتور بيل دانمور
سيلينا: في دور المغنية رانشيرا
ماريتا جيراتي: في دور سيدة في مشهد المطعم

## أحداث الفيلم
يقدم بطل الفيلم (جوني ديب) نفسه، يقول: «أنا دون خوان دي ماركو ابن المبارز العظيم أنطونيو جاريبالدي دي ماركو، الذي قتل بشكل مأساوي دفاعاً عن شرف أمي الجميلة دونيا اينس سانتيجو سان مارتين، أنا أعظم عاشق في العالم، فقد مارست الحب مع ألف امرأة والثلاثاء الماضي بلغت 21 عاما، لم تترك ذراعي أبداً امرأة وهي غير راضية، واحدة فقط قد رفضتني وهي الوحيدة التي إهتممت بها، ولهذا سأقوم بإنهاء حياتي عند بلوغي ال21، لكن أولاً سأقوم بمغامرة أخيرة»، يدخل دون خوان إلى مطعم بفندق ويتقدم إلى امرأة ليقدم نفسه ويطلب الجلوس وبالرغم من إخبارها لها إنها تنتظر صديق يصل قريبا، فهو يبدأ حديثه بصوت هادئ، وفي المشهد التالي تكون بين أحضانه في غرفتها بنفس الفندق، ويودعها دون خوان ويتركها في المطعم سارحة حتى إنها لا تلتفت لصديقها الذي وصل. يصعد دون خوان أعلى لوحة كبيرة تعلن عن الدعوة للتمتع بالسفر إلى شواطئ أسبانيا، ويتجمع المارة والشرطة لمشاهدة الشاب ذو العباءة المرفرفة والقناع، وهو على وشك الإنتحار بإلقاء نفسه. يصعد إليه الطبيب النفساني ميكلر الذي يرى مجاراة الشاب الذي يخاطبه على إنه «دون اوكتافيو دى فلوريس»، وحسب أمر القاضي، يتم إيداع الشاب مستشفى الأمراض العقلية لمدة عشرة أيام لتشخيص حالته، وهناك يقرر دكتور ميكلر مباشرة حالة الشاب وتكون آخر حالة يباشرها حيث انه سوف يتقاعد بعد عشرة أيام أيضا. يروى الشاب قصته، حيث ولد في المكسيك وكان دائما محط إهتمام الفتيات، كان أبوه ايطالي وراقص بارع، يشب الفتى وتجذبه دونيا خوليا حبه الأول، التي يهاجمه زوجها وهو في فراشها ويلوذ العشيق بالفرار ولكي يخفي دون الفونسو عاره يعلن إنه على علاقة بأم دون خوان منذ سنتين. تبدأ مبارزة بين دون الفونسو والأب الذي يسقط فيأخذ سيفه دون خوان ليثأر لأبيه ويصرع دون الفونسو ويضع القناع ليخفي عاره وهو في السادسة عشر، وتخشى الأم على ولدها الشاب، فتدفع به ليرحل على سفينة. يغرق الطبيب ميكلر في الشخصية التي اصطنعها تحت اسم «دون اوكتافيو»، ويستمع إلى دون خوان وهو يقول: «هناك أربعة أسئلة ذات قيمة في الحياة، ما هو الشيء المقدس؟ مم خلقت الروح؟ ما هو الشيء الذي يستحق أن نحيا من أجله ونموت من أجله؟ والإجابة عن الأربعة أسئلة هي.. الحب»، «لا شيء يشبه ممارسة الحب مع امرأة، أقرب شيء لوصفه هو العزف على آلة موسيقية نادرة، لا تخفي المرأة شيء عن عاشق حقيقي، حيث تتفتح زهورها تحت لمساته، ويدرك العاشق أن لحظة السعادة الحقيقية تأتي مباشرة بعد النشوة». يجلس الدكتور ميكلر يستمع إلى موسيقى الاوبرا، بينما الزوجة مارلين (فاي دوناوي) مشغولة بجمع الصحف القديمة والحياة الروتينية، وتعجب من رومانسية الزوج. يبدأ الدكتور ميكلر في ممارسة الرياضة، وفي مطعم فاخر يقدم للزوجة هدية ثمينة، وفرقة من العازفين والمغنيين حولها ينشدوا إنشودة حب، ويقدم لها وردة وهي في حالة ذهول. يتعجل الدكتور مدير المستشفى تشخيص حالة دون خوان ويرفض طريقة ميكلر في علاج الشاب دون دواء، فالتشخيص واضح أمام المدير، ويطلع ميكلر على ما تم حصره عن تاريخ الشاب، فالأب كان يعمل في شركة للتنظيف ومات في حادث سيارة، ولزيادة تأكيد القصة، يذهب الدكتور ميكلر إلى جدة الشاب التي تؤكد القصة. يواجه الدكتور ميكلر الشاب المدعي، الذي يخبره أن الجدة تختلق كل هذا، ويكمل قصته حيث حملته السفينة إلى بلد عربي لتجارة الرقيق، وتفتن به سلطانة فتأخذه لقصرها وتلبسه ملابس نسائية وتضعه بين حريم السلطان ليكون لها كل ليلة، وبعدها يعود ليجد نفسه بين خمسة عشر من حريم السلطان، وليكتشف إمكانية حب أكثر من امرأة واحدة. يستمر الحال به لمدة سنتين إلى أن يراه السلطان وهو في زي النساء، ويطلب حضوره لمخدعه، وتدرك السلطانة خطورة الموقف فترسله مع سفينة مسافرة. تدور مناظرات بين المريض دون خوان والطبيب ميكلر، بين الواقع الصلب، وإضافة الخيال الخصب للحياة، ويعتقد دون خوان أن الدكتور يحتاج نقل دم منه لإن دمه أصبح مثل التراب، ويستمر في سرد روايته ويخبر ميكلر أن المركب صادفت إعصار وتحطمت وغرق الجميع الإ هو، حيث تحمله المياه إلى جزيرة ايروس، لتظهر عروس الطبيعة «دونيا آنا» ذات السبعة عشر عام والتي لم يمسسها رجل ولا تعرف  معجزة الحب الجسدي، يراها وجمالها يشع من داخلها. يغرق دون خوان في حب دونيا آنا، وعندما تسأله أن كان أحب غيرها، يجيب انه عاشر 1502 امرأة، ولكنه الآن يحبها هي ولا أحد غيرها، ويخلع القناع ولكن دونيا آنا تضع القناع لتخفي عينيها بعد ما عرفته. يعرف الدكتور ميكلر بقدوم القاضي ويتفاهم مع دون خوان، الذي يخلع العباءة ويرتدي الملابس الحديثة ويأخذ الدواء، وينجح في إقناع القاضي بأنه يعي كل ماحوله. تطلق المستشفى سراح الشاب ليصطحبه ميكلر وزوجته في رحلة إلى جزيرة ايروس. المشهد النهائي والدكتور ميكلر أو دون اوكتافيو يراقص زوجته على شاطئ الجزيرة، بينما يهرع دون خوان بعيدا ليجد دونيا آنا وهو يحمل رومانسية مفرطة لا يمكن الشفاء منها، كما انها معدية إلى أبعد الحدود.

## الموسيقى
أغنية الفيلم «هل أحببت امرأة من قبل بصدق؟» تتضمن كلمات مقتبسة من شخصية دون خوان، ويتم استخدام اللحن (كحافز موسيقي musical motif) طوال الفيلم، بالإضافة إلى ذلك، يتم تنفيذ الأغنية نفسها ثلاث مرات أثناء الفيلم، تغنيها أول مرة المغنية سيلينا بمصاحبة فرقة مارياشي باللغة الإسبانية، والمرة الثانية يؤديها خوسيه هيرنانديز ونيديا كموسيقى تصويرية خلفية، والمرة الثالثة يغنيها برايان آدامز خلال عرض العناوين وأسماء العاملين الختامية. سجلت المغنية سيلينا أغاني أخرى على موسيقى الفيلم. كتب موسيقى الفيلم مايكل كامين، وقام بالتوزيع وقيادة اوركسترا ميتروبوليتان لندن. قام توري آموس ومايكل ستيب من فريق (ريم R.E.M) بتسجيل أغنية ثنائية للفيلم تحت عنوان «قد تؤلم قليلاً    It Might Hurt a Bit» ولكنها لم تصدر للأسواق.

## إستقبال الفيلم
منح موقع تجميع آراء النقاد «الطماطم الفاسدة» تقدير 69% بناء على تعليقات 36 ناقد سينمائي. كتبت شيلا جونستون من صحيفة ذي إندبندنت البريطانية: «يحتوي الفيلم على أجزاء بطيئة، وربما لا يصمد الخيال الهش الذي يعرضه الفيلم أمام تدقيق المشاهد»، وكتب بيتر ترافيس من مجلة الرولنج ستون: «الفيلم ليس جيدًا أبدًا كما ينبغي أن يكون، بسبب انطلاقات المخرج ليفين التي لا حياة فيها»، وكتب الناقد السينمائي الأمريكي المعروف روجر ايبرت في جريدة شيكاغو سان تايمز: «أداء براندو ينساب ويتساهل ذاتيًا ولم يكن من الممكن أن يقوم به أي شخص آخر»، وأضاف الناقد جريج ماسكويتز: «قد يكون مظهره لطيفًا، ولكنه أيضًا مسطح جدًا».
حقق الفيلم في شباك التذاكر 22,150,451 دولار في الولايات المتحدة وحقق مبلغ 68,592,731 على مستوى العالم، وكان نجاح رائع لشركة نيو لاين سينما حيث حقق في نهاية إسبوع نزوله إلى دور العرض 4,556,274 دولار وإحتل المركز الرابع بين باقي الأفلام.

## وصلات خارجية
- مقالات تستعمل روابط فنية بلا صلة مع ويكي بيانات